# Camptoptera tuberculata
Camptoptera tuberculata är en stekelart som beskrevs av Gennaro Viggiani 1978. Camptoptera tuberculata ingår i släktet Camptoptera och familjen dvärgsteklar.
Artens utbredningsområde är Sri Lanka. Inga underarter finns listade.